# 2009 Stock (métro de Londres)
Le 2009 Stock est le type de rame utilisé sur la Victoria line du métro de Londres. Il y a 47 rames en circulation, mises en service entre 2009 et 2011,.